# Isabel de Basilea
Isabel de Basilea (Burgos, 1500 - Salamanca, 1562) fue la primera impresora española, hija, esposa y madre asimismo de impresores.

## Comienzos
Isabel era hija de Isabel de la Fuente y Fadrique Biel de Basilea, impresor asentado en Burgos. Nació en esa ciudad,  donde su padre tenía el taller.

## Primer matrimonio
Contrajo matrimonio muy joven con un oficial del taller de su padre, Alonso de Melgar, y a la muerte de Fadrique en 1517 se hicieron cargo del negocio familiar. La imprenta estaba instalada en unas casas propiedad del Cabildo de la catedral, próximas a la Iglesia de San Nicolás de Bari, con vistas a la plaza de Santa María. De este matrimonio nacieron dos hijos: Tomás y Fernando.
Las obras impresas en este tiempo aparecieron como realizadas «En casa de Alonso de Melgar», pero este murió en 1525 y al año siguiente la obra Las leyes y premáticas reales hechas por su magestad en las Cortes de Toledo figuró realizada por la «honesta viuda de Alfonso de Melgar».
Tras la muerte de su marido, De Basilea pidió respaldo para la tramitación de la testamentería, a Juan de Melgar y a un conocido de la familia, Juan de Junta, de la familia florentina de los Giunti, impresores también asentados en la ciudad de Burgos. Se sabe que De Junta contaba también con un pequeño taller en la ciudad, aunque su actividad principal era la de comerciante en libros.

## Segundo matrimonio
Dada la situación jurídica de la mujer en aquellos años, con muchas cortapisas legales y sociales para la actividad empresarial, De Basilea contrajo enseguida un segundo matrimonio con el citado Juan de Junta. Estamos ante un matrimonio de conveniencia para ambas partes: ella conservó la imprenta y él amplió su negocio. De Basilea aportó a este segundo matrimonio una dote considerable de 560.000 maravedíes, de los cuales, 520.000 correspondían a los bienes heredados de su padre. La dote estaba compuesta de dineros, oro y plata, preseas, ajuar de la casa, libros, empresa, aparejos y artificios de prensa, es decir el negocio familiar. De la Junta se convirtió de facto en el gestor de la imprenta.
En 1526 De Junta aparecía ya como director de la imprenta, pero su esposa seguía encargándose de la impresión y asumiendo la gestión del negocio, en ausencia del marido, que mantenía otra imprenta en Salamanca y se ausentaba de Burgos con frecuencia.   
El matrimonio abandonó Burgos y se estableció en Salamanca hacia 1532, aunque siguieron manteniendo el taller de Burgos. En esta ciudad nacieron Lucrecia y Felipe, fruto de su matrimonio con Juan de Junta.
De esta actividad se sabe a través de distintos pleitos que mantuvo y en los que ella aparece como directamente responsable de la gestión de la imprenta. Algunos de estos pleitos fueron con Alejandro de Cánova, socio de De la Junta en el taller salmantino. Juan de Junta estuvo ausente de España entre 1542 y 1557. Además es muy probable que estuviera al frente de la decoración de los libros, inspirados en las obras de su padre, y que fabricaba la tinta en el patio de su casa, según se desprende del pleito que mantuvo con un vecino..

## Últimos años
Juan de Junta murió en 1557, y entonces De Basilea volvió a hacerse cargo del negocio por completo. En el reparto de la herencia ella se reservó todo lo relacionado con el negocio de impresión, aunque se compromete a prestarlo a sus hijos, previo pago de un alquiler.   
Junto con su hija Lucrecia, que posteriormente se casó con el impresor Matías Gast, permaneció al frente del taller de Salamanca, siendo el colofón de las obras impresas en esta época: «Herederos de Juan de Junta». Su hijo Felipe se hizo cargo del taller de Burgos, siguiendo así la tradición familiar que había iniciado Fadrique de Basilea.
En cuanto al destino de sus otros dos hijos, del mayor no se tienen noticias, mientras se sabe que Fernando ingresó en los Dominicos, según se desprende del testamento de De Basilea.

## Reconocimientos
El centro escolar de Villímar (Burgos) lleva su nombre.

## Muerte
- Datos: Q76823244